# Seratrodast
Seratrodast (łac. seratrodastum) – wielofunkcyjny organiczny związek chemiczny, pochodna 1,4-benzochinonu, agonista receptora tromboksanu A2 (TXA2), stosowany jako lek w astmie oskrzelowej.

## Mechanizm działania biologicznego
Seratrodast jest silnym agonistą receptora tromboksanu A2 (TXA2), który jest mediatorem skurczu oskrzeli. Lek ten również zmniejsza nadreaktywności oskrzeli, natomiast nieudowodniono jego działania przeciwzapalnego. Działanie seratrodastu polega na bezpośrednim działaniu na tkankę mięśniową gładką co prowadzi zmniejszenia nadreaktywności oskrzeli. Badania kliniczne sugerują, że efekt kliniczny poprawy kontroli astmy oskrzelowej odbywa się poprzez zmniejszenie infiltracji błony śluzowej oskrzeli przez aktywowane eozynofile i modyfikację wydzielania prozapalnych chemokin.

## Zastosowanie medyczne
- astma oskrzelowa[6]

Seratrodast nie jest dopuszczony do obrotu w Polsce (2020).

## Działania niepożądane
Seratrodast najczęściej może powodować następujące działania niepożądane u ponad 0,1% pacjentów: biegunka, ból brzucha, ból głowy, dyspepsja, kserostomia, nudności, palpitacje, senność, zaburzenia smaku, zaparcie, zawroty głowy, złe samopoczucie oraz podwyższona aktywność aminotransferazy alaninowej i aminotransferazy asparaginianowej w osoczu krwi.